# Min första krets
Min första krets är en självbiografisk roman av den svenske författaren Olof Lagercrantz, utgiven 1982 på förlaget Wahlström & Widstrand.
Tanken på att skriva romanen föddes då Lagercrantz arbetade med en biografi över författaren Joseph Conrad. Lagercrantz upptäckte att Conrads liv påminde om hans eget: "Jag beslöt mig för att genomvandra mitt eget snart avslutade liv vid Joseph Conrads sida".
Romanen är en av titlarna i boken Tusen svenska klassiker (2009).

### Fotnoter
1. ↑  ”Min första krets”. Libris.kb.se. http://libris.kb.se/hitlist?q=Min+f%C3%B6rsta+krets+Lagercrantz&r=&f=simp&t=v&s=rc&g=&m=25. Läst 12 februari 2013. – Fulltext hos Litteraturbanken
2. ↑  Gradvall et al 2009, nr. 607